# Salsola tuberculata
Salsola tuberculata är en amarantväxtart som först beskrevs av Edward Fenzl och Horace Bénédict Alfred Moquin-Tandon, och fick sitt nu gällande namn av Schinz. Salsola tuberculata ingår i släktet sodaörter, och familjen amarantväxter.

## Underarter
Arten delas in i följande underarter:
- S. t. albida
- S. t. flavo-virens
- S. t. tomentosa